# Informationsverbund Buchhandel
Der Informationsverbund Buchhandel (IBU) wurde am 31. Mai 1972 gegründet und war ursprünglich eine Service-Einrichtung der BAG Buchhändler-Abrechnungs-Gesellschaft mbh. Aktuell gehört er zum Geschäftsbereich der MVB (Marketing- und Verlagsservice des Buchhandels GmbH), eines Wirtschaftsunternehmens des Börsenverein des Deutschen Buchhandels. Kernangebot der IBU ist die Weitergabe gebündelter, elektronischer Bestellvorgänge der Sortimentsbuchhändler.
Der IBU übernimmt für das Sortiment das Bestellclearing, bündelt Bestellvorgänge der Buchhandlungen und leitet diese an die entsprechenden Verlage und Barsortimente weiter. Zu den weiteren IBU-Aufgaben gehören der elektronische Geschäftsdaten-Austausch (elektronische Rückmeldungen, elektronische Lieferscheine und Gelbe Beilage elektronisch) und die Konvertierungsdienstleistung (EANCOM, BWA-Format, DIBU+).